# Unsere Liebe Frau im Moos (Sterzing)

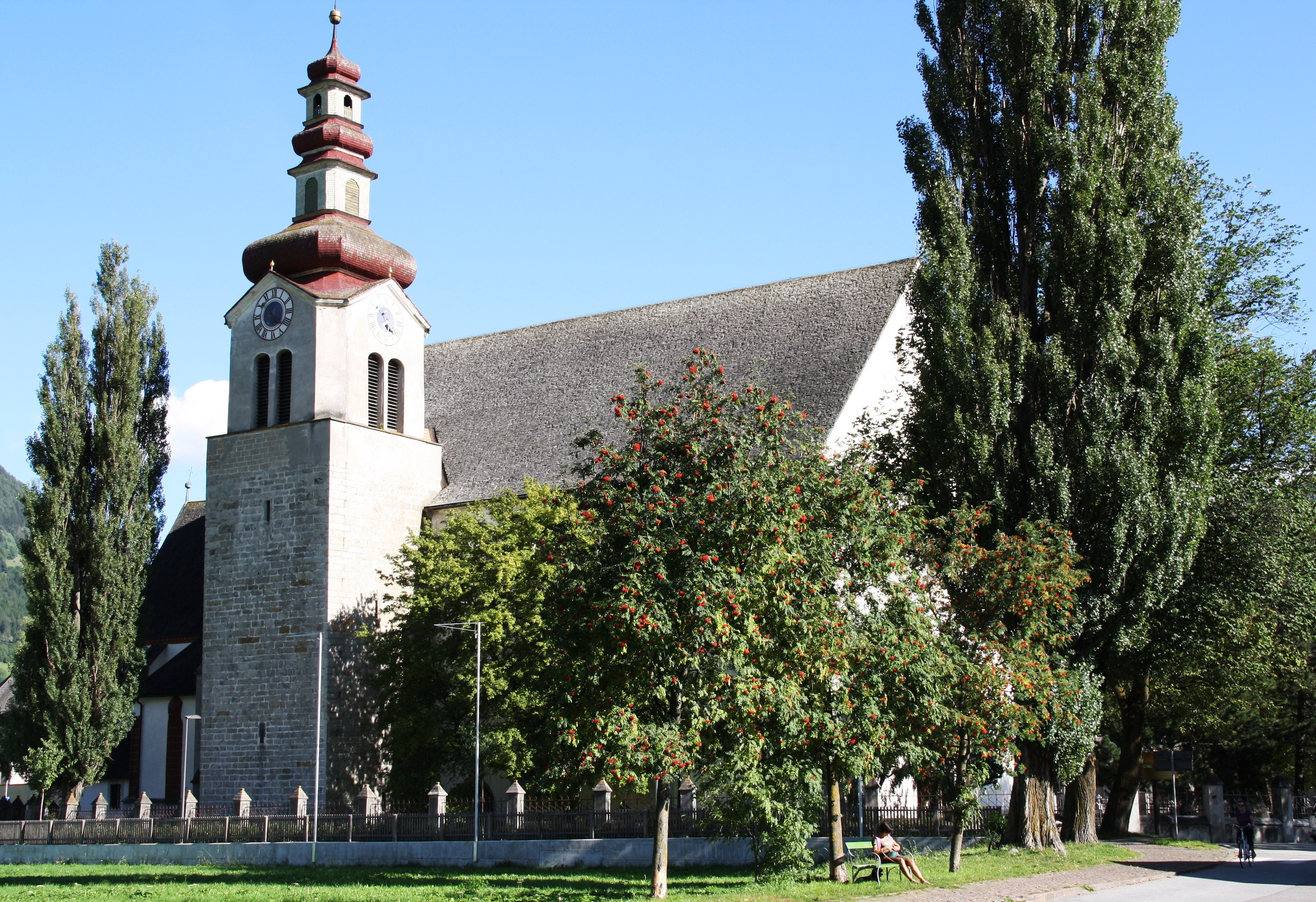
Unsere Liebe Frau im Moos

Unsere Liebe Frau im Moos ist die römisch-katholische Stadtpfarrkirche von Sterzing in Südtirol.

## Geschichte

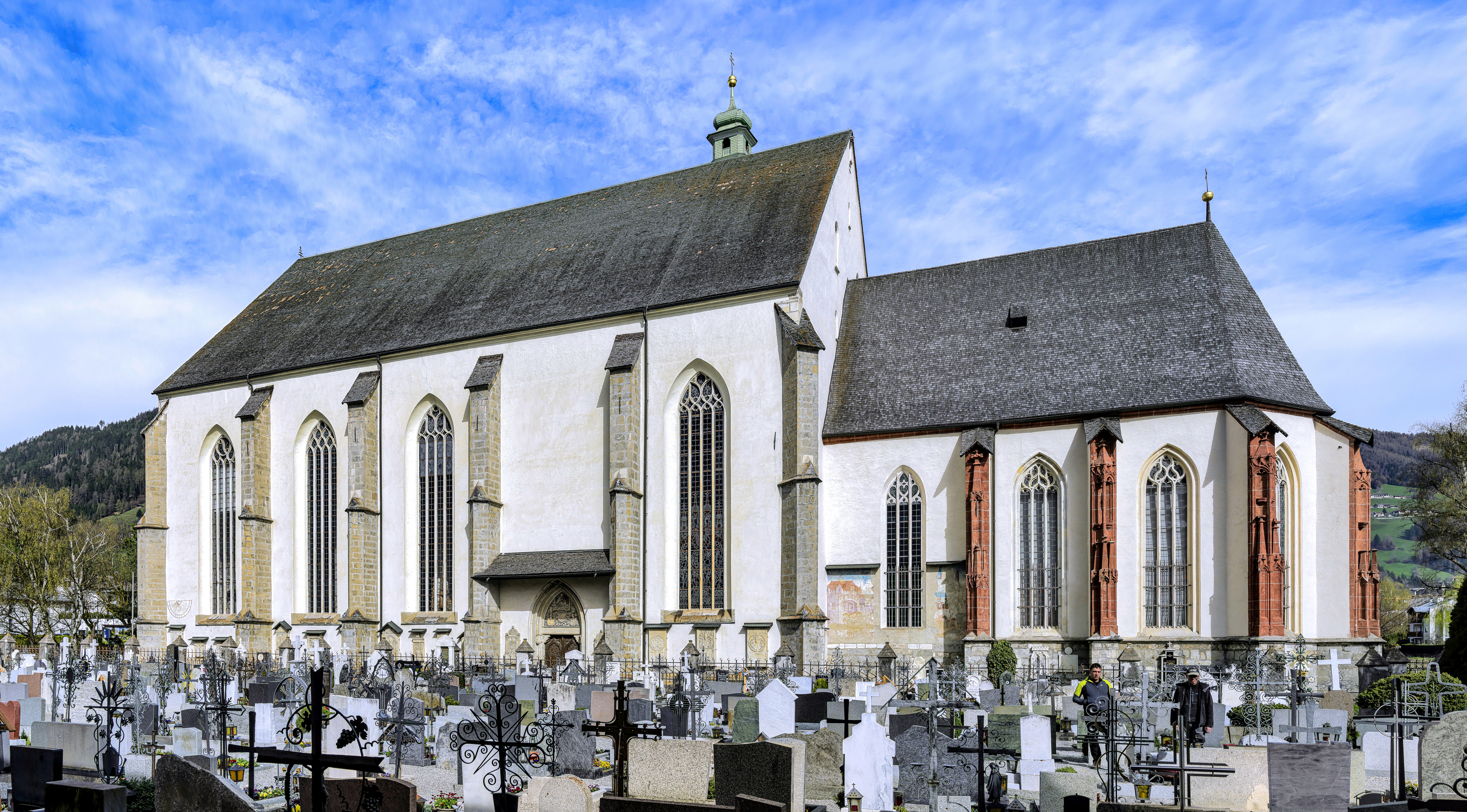
Ansicht vom Friedhof aus

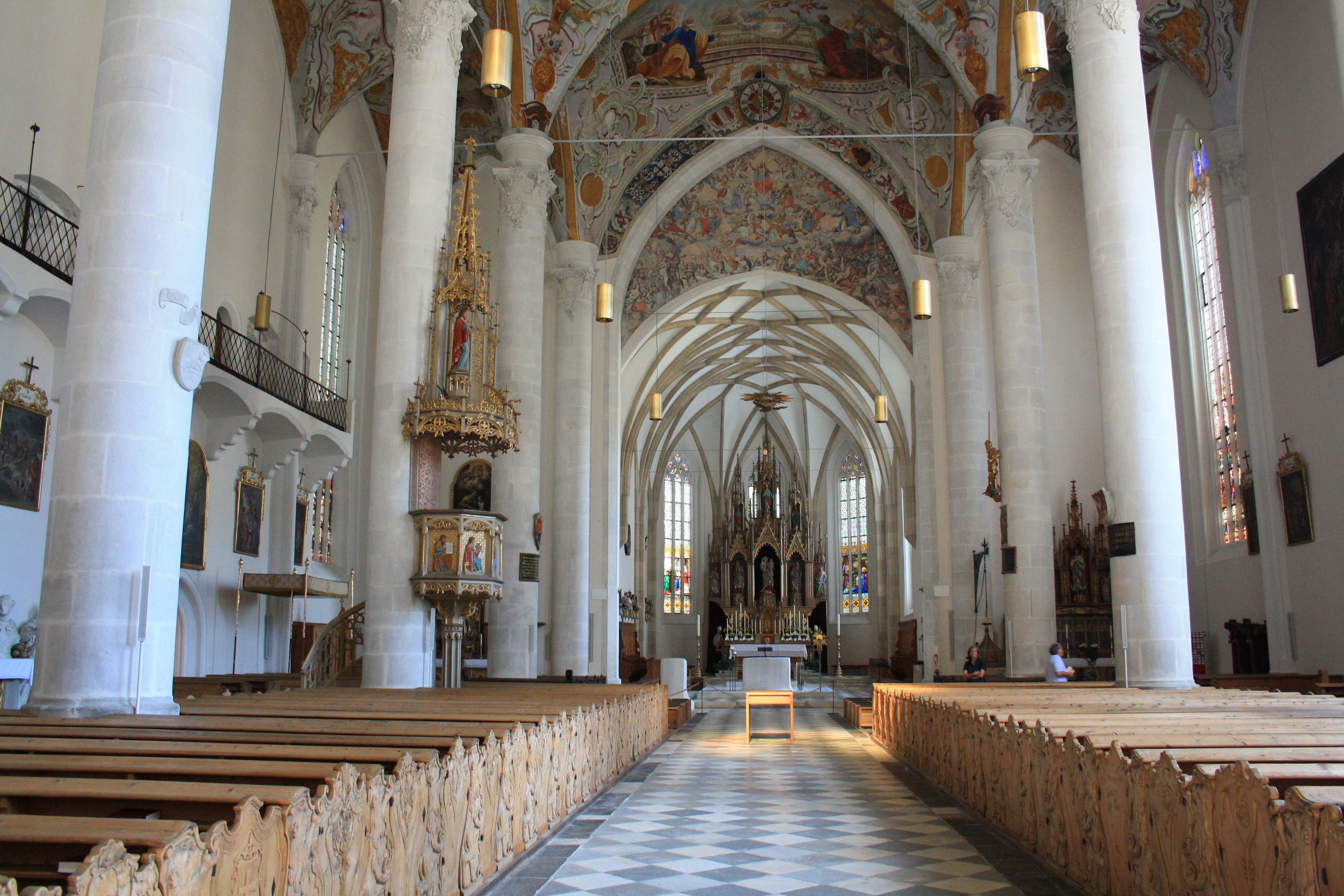
Blick zum Chor

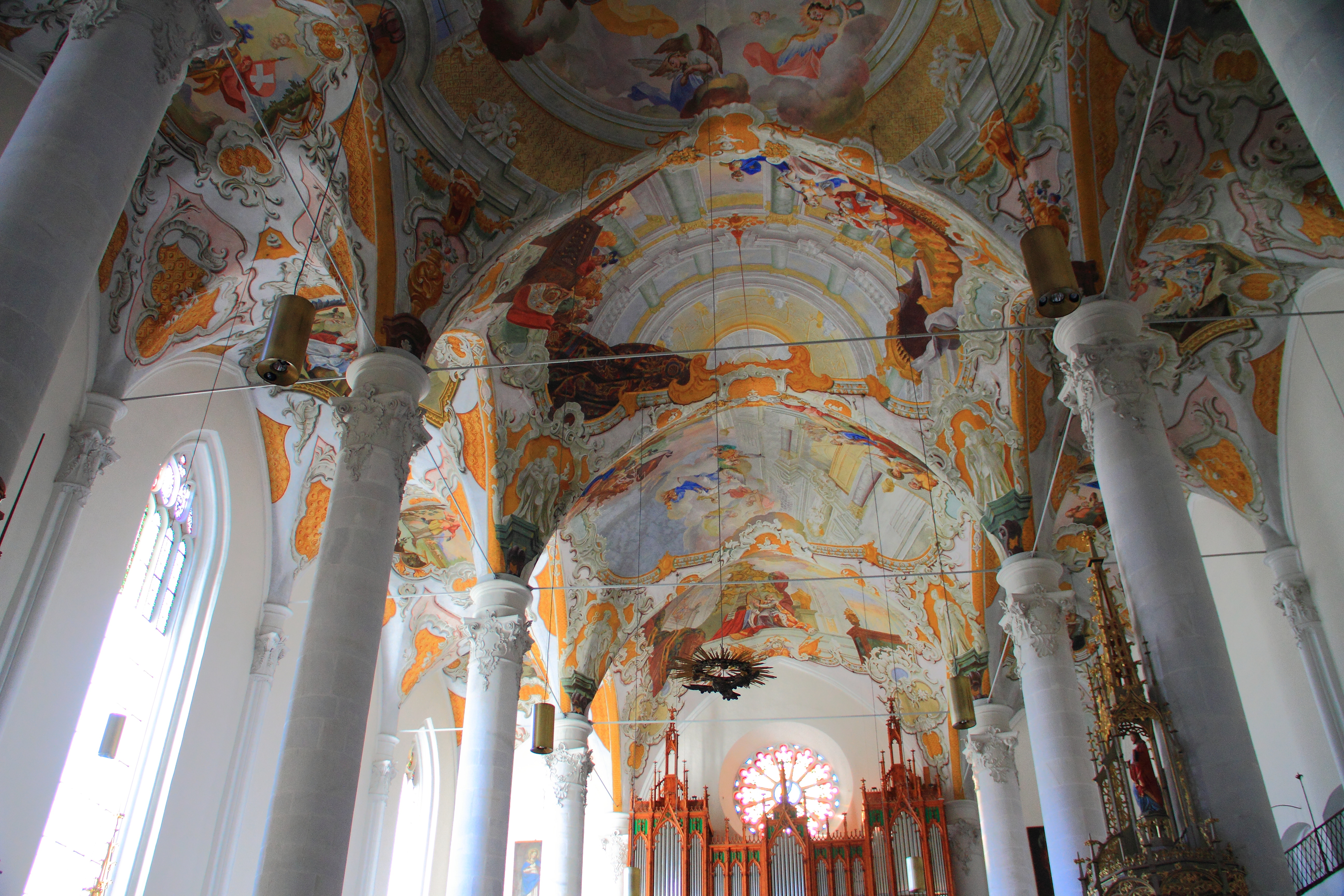
Bemalte Gewölbedecke

Möglicherweise existierte bereits zur Römerzeit am Standort eine Kultstätte. Darauf weisen ein römisches Gräberfeld und ein Grabstein des 2. oder 3. Jahrhunderts n. Chr. hin, der bei der Aushebung zum Bau des Langhauses ausgegraben wurde (siehe auch Vipitenum). Das Gotteshaus liegt untypisch am südlichen Ende, außerhalb des historischen Stadtkerns, neben dem Deutschhaus, der ehemaligen Deutschordenskommende, deren Schutz sie als Deutschordenspfarre einst unterstellt war. Als ältester Teil entstand von 1417 bis ca. 1473 das einschiffige Presbyterium. Mit dem Bau des Kirchturms wurde 1443 begonnen. Die Grundsteinlegung des Langhauses, einer dreischiffigen, spätgotischen Hallenkirche, nahm laut Inschrift am Türbalken 1497 Kaiser Maximilian I. selbst vor: „Rex edis huius primum Maximilianus pro fundamentis hic posuit lapidem a Brixenensi suffraganeo devotissime benedictum. Anno 1497 decimo Kalend. Marcii.“ Auf einem Gewölbeschlussstein steht die Jahreszahl 1510. Der Bau war im Wesentlichen bis 1524 abgeschlossen. Die Arbeiten dürften sich aber bis 1533 hingezogen haben. Laut Pfeilerinschrift förderte der kaiserliche Obrist und Feldhauptmann Jörg von Fruintsperg zu Mindelheim den Bau sowie neben der Bruderschaft St. Jakob eine Reihe Sterzinger Bürger wie Christoph Kaufmann, Hans Pölsterl, Hans Köchl und die Familie Jöchl.
1753 erfolgte eine Umgestaltung im Stil des Rokoko. Die Fresken schuf der österreichische Maler Joseph Adam von Mölk, der auch die benachbarte Wallfahrtskirche Maria Trens freskierte. Am 6. März 1821 erklärte die österreichische Regierung die bisherige Deutschordenspfarre zur landesfürstlichen Patronatspfründe. Kirche und Friedhof stehen seit dem 12. Mai 1986 unter Denkmalschutz.

## Ausstattung
Der Ulmer Meister Hans Multscher schuf von 1456 bis 1459 für die Pfarrkirche von Sterzing einen kunsthistorisch bedeutenden Flügelaltar, den sogenannten Multscher-Altar. Im Zuge der Umgestaltung von 1753 oder 1779/80 wurde er beseitigt und durch einen Rokokoaltar ersetzt. In Folge blieben vom alten Altar nur Fragmente erhalten. Die Flügel hingen später im Sterzinger Rathaus, die Mittelfigur der Maria wurde auf dem neugotischen Hochaltar platziert und die im 18. Jahrhundert weiß gestrichenen Figuren der Heiligen Barbara, Katharina, Apollonia und Ursula auf dem Hochaltar der von 1678 bis 1681 erbauten Margarethenkirche in Sterzing wieder aufgestellt. Die Tafel erhielten in der Alten Pinakothek in München eine Restauration. Der größte Teil befindet sich heute im benachbarten Stadtmuseum Sterzing, dem ehemaligen Deutschhaus.